# كاتي ليونز
كاتي ليونز (بالإنجليزية: Katie Lyons)‏ هي ممثلة بريطانية، ولدت في 18 أغسطس 1981 في إنجلترا في المملكة المتحدة.

## أعمال

### أفلام
- الصبي أ[1]

## وصلات خارجية
- كاتي ليونز على موقع IMDb (الإنجليزية)
- كاتي ليونز على موقع ألو سيني (الفرنسية)
- كاتي ليونز على موقع أول موفي (الإنجليزية)
- كاتي ليونز على موقع قاعدة بيانات الأفلام السويدية (السويدية)
- كاتي ليونز على موقع قاعدة بيانات الفيلم (الإنجليزية)
- كاتي ليونز على موقع كينوبويسك (الروسية)